# Тала Бей
Тала Бей — туристический курорт на побережье Красного моря, расположенный в 14 км к югу от Акаба, Иордания.

## О курорте
Тала Бей - курорт на Красном море, расположен в 14 км к югу от аэропорта Акаба, Иордания. План города разработан американской компанией Ellerne Becket в 2000 году. Город управляется компанией Orascom Development, владельцем которой является египетский миллиардер Сами Савирис (Samih Sawiris).

## Отели
- Radisson Blu Tala Bay Resort
- Moevenpick Resort Tala Bay
- Marina Plaza By Swiss - Belhotel
- Grand Swiss - Beleresort Beach Tala Bay
- Hilton Hotel (скоро)

## Районы
- Marina Town
- Golf Course
- South Beach

## Дайвинг и серфинг
- Extra Divers Aqaba
- Aqaba Surf Center
- Sindbad
- Deep Blue Dive Centre PADI

## Катера
- Sindbad полупогруженное судно
- Sea Jet

## Фотогалерея

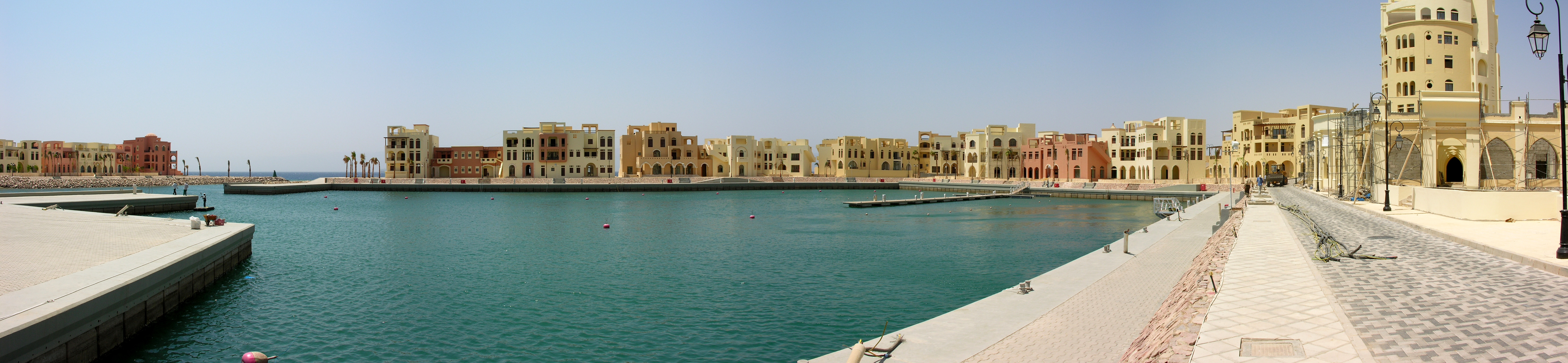
Марина
Марина